# 克羅伯勒
克羅伯勒（Crowborough）是英國英格蘭東薩塞克斯郡的一座城鎮，位於倫敦以南35英里（56公里）處。克羅伯勒是東薩塞克斯內陸地區人口最多的城鎮，有人口超過2萬人。 

## 友好城市
- 法國 蒙塔日

## 外部連結
- 中的“克羅伯勒”
- Crowborough Town Council （页面存档备份，存于）
- Crowborough Official Guide